# 路德維希三世 (勒文施泰因)
路德維希三世（Ludwig III. von Löwenstein，1530年2月17日—1611年3月13日），勒文施泰因伯爵，1571年至1611年在位。他是腓特烈一世的兒子，路德維希一世的孫子。

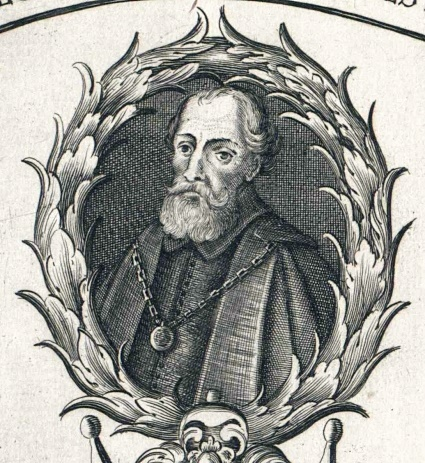
路德維希三世

路德維希三世娶斯托爾貝格的安娜（Anna zu Stolberg），並透過這段婚姻獲得韋爾特海姆伯國。他們有四個兒子。
- 克里斯托夫·路德維希（1568－1618），勒文施泰因-韋爾特海姆-維爾訥堡伯爵
- 路德維希四世（1569－1635）
- 沃夫岡·恩斯特（1578－1636）
- 約翰·迪特里希（德语：Johann Dietrich von Löwenstein-Wertheim-Rochefort）（1585－1644），勒文施泰因-韋爾特海姆-羅什福爾伯爵